# Quevedo (métro de Madrid)
Pour les articles homonymes, voir Quevedo.
Quevedo est une station de la ligne 2 du métro de Madrid en Espagne. Elle est située sous la glorieta de Quevedo (es), entre les quartiers Arapiles et Trafalgar dans l'arrondissement de Chamberí.

## Situation sur le réseau

Plan du réseau.

Établie en souterrain, Quevedo est une station de passage de la ligne 2. Elle est située entre Canal, en direction du terminus Cuatro Caminos, et San Bernardo, en direction du terminus Las Rosas,.
Les deux voies de la ligne sont encadrées par deux quais latéraux.

## Histoire
La station est mise en service le 21 octobre 1925, lors de l'ouverture à l'exploitation de la deuxième section de la ligne 2 depuis Sol. Elle est nommée en référence à la glorieta éponyme (es) située au-dessus, dont le nom est un hommage à l'écrivain espagnol Francisco de Quevedo y Villegas (1590-1645).
Elle constitue le terminus de la ligne jusqu'au 10 septembre 1929, date de l'ouverture du prolongement au nord jusqu'à Cuatro Caminos.

## Services aux voyageurs

### Accès et accueil
La station possède deux accès situés sur la glorieta de Quevedo, équipés d'escaliers fixes, la station n'est pas accessible aux personnes à la mobilité réduite. Située en zone tarifaire A, la station est ouverte tous les jours de 6 h 0 à 1 h 30.

### Desserte
Quevedo est desservie par les rames de la ligne 2.

Installations et desserte
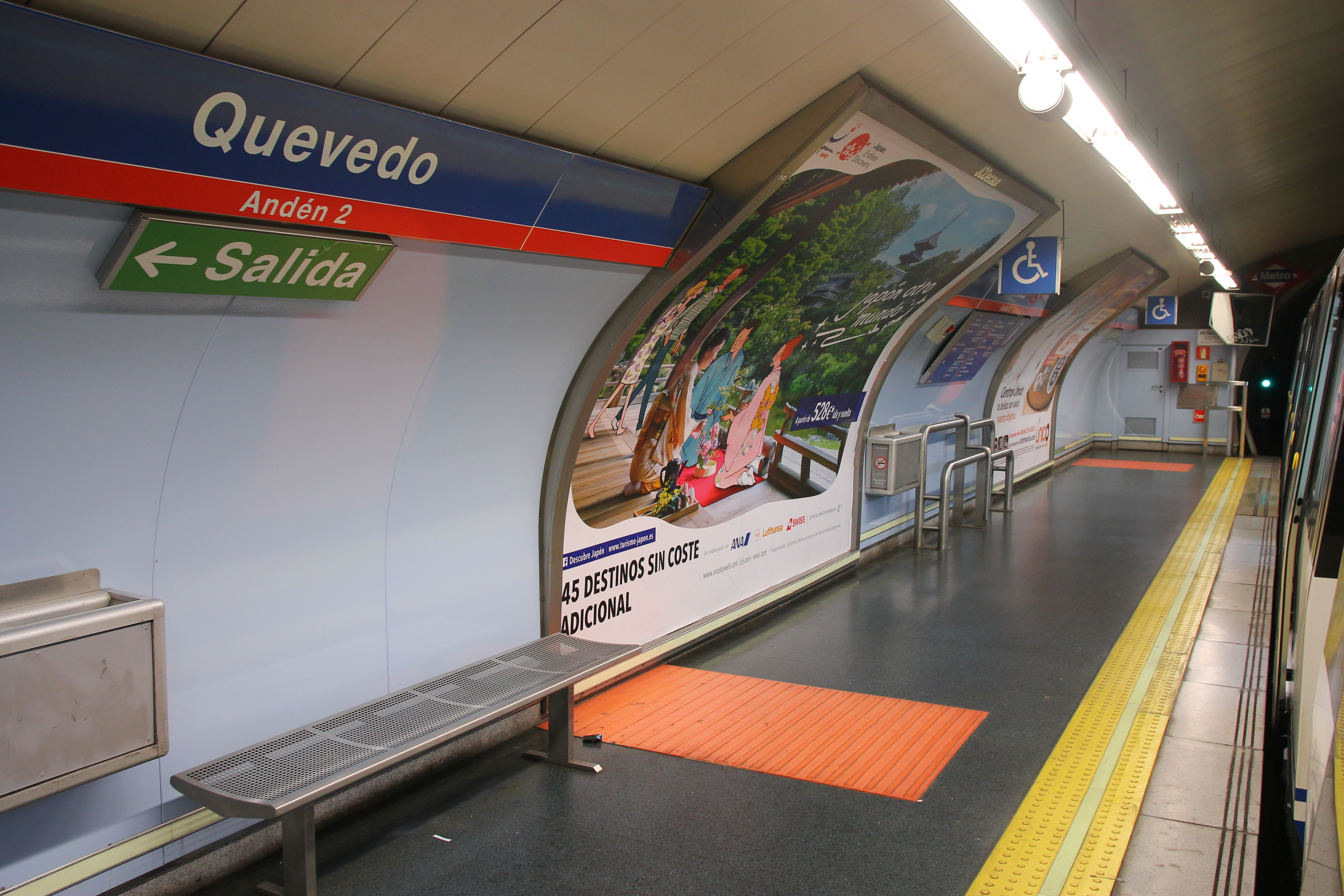
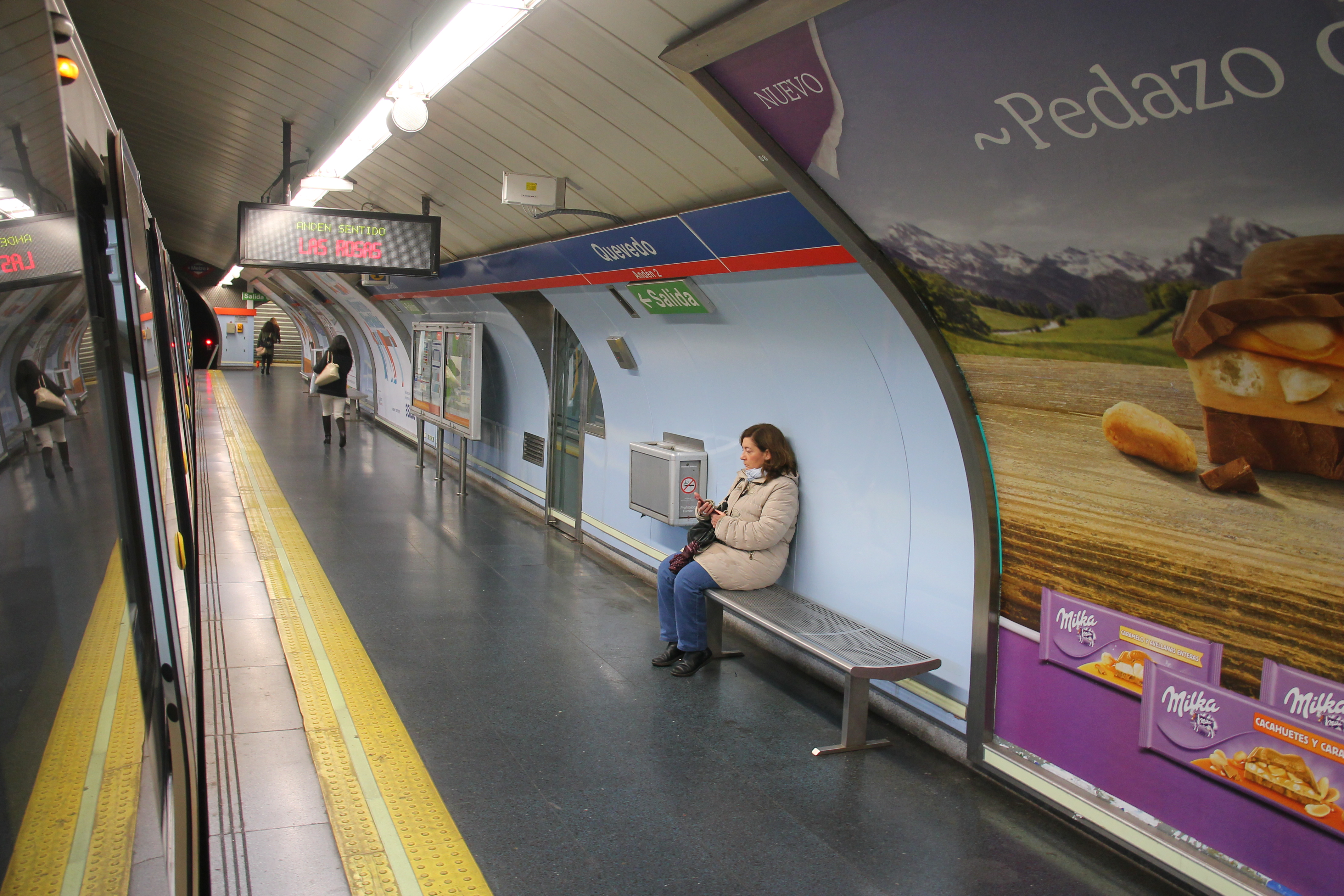

### Intermodalité
La station est en correspondance avec les lignes n°3, 16 , 37 , 61, 149 et N23 du réseau EMT.